# Ectecephala tenuiseta
Ectecephala tenuiseta är en tvåvingeart som beskrevs av Oswald Duda 1930. Ectecephala tenuiseta ingår i släktet Ectecephala och familjen fritflugor. Inga underarter finns listade i Catalogue of Life.